# 1131
1131 (MCXXXI) var ett normalår som började en torsdag i den julianska kalendern.

## Händelser

### Okänt datum
- Den ziridiske härskaren Yahya ibn Tamims regeringstid tar slut.
- Bela II efterträder sin farbror Stefan II som kung av Ungern.

## Födda
- 14 januari – Valdemar Knutsson, kung av Danmark 1146–1182.

## Avlidna
- 7 januari – Knut Lavard, dansk prins och jarl över Slesvig [1].
- Stefan II, kung av Ungern.
- Omar Khayyam, persisk matematiker, astronom, poet och filosof.
- Maud av Huntingdon, drottning av Skottland sedan 1124 (gift med David I) (död detta eller föregående år)
- Meng (kejsarinna), Kinas kejsarinna 1092-1096 och regent 1127 och 1129.

### Fotnoter
1. ↑  Det hände i dag